# G.I. Joe: Renegades
G.I. Joe: Renegades è  una serie animata statunitense ispirata alla linea di action figure G.I. Joe della Hasbro. La serie ha debuttato il 26 novembre 2010 sulla rete televisiva The Hub negli Stati Uniti, ed è composta da un totale di 26 episodi.
In Italia è stata pubblicata dal 27 settembre 2012 su Premium Play, concludendosi dopo un mese (il 25 ottobre). Poche settimane più tardi, più esattamente a partire dal 24 novembre, è arrivata su Italia 1, nelle mattinate dei fine settimana.

## Trama
Il tenente Shana O'Hara recluta alcuni membri delle Forze Speciali per fare un'ispezione, ma, una volta sul posto, fa irruzione in un laboratorio delle industrie Cobra poiché li ritiene colpevoli di attività illecite; la squadra è composta da Conrad Hauser, Marvin Hinton, Nicky Lee e Wallace Weems, più un collaboratore segreto di Shana, il ninja Snake Eyes. Il gruppo trova un laboratorio segreto dove vengono fatti esperimenti biologici e genetici a scopo militare, ma viene scoperto. Nella fuga Weems perde la vita e le prove raccolte vanno perdute. La distruzione dell'impianto Cobra viene classificato come atto terroristico e il gruppo, per ordine del generale Clayton Abernathy, viene braccato dal tenente Dashiell Fairborne e dal sergente Allison Hart-Burnett affinché vengano giudicati dalla Corte Marziale.
I fuggiaschi viaggiano su un furgone militare della Cobra alla ricerca delle prove che dimostrino la loro innocenza. All'interno del furgone, ribattezzato Coyote, ci sono anche le nuove armi sperimentali di cui Cobra ha nascosto l'esistenza. Il loro viaggio li porta in giro per gli Stati Uniti alla ricerca di prove per discolparsi e smacherare Cobra.
Con il proseguire della storia viene a galla il passato dei protagonisti e viene fatta luce sulla vera natura della Cobra. Duke e Flint erano rivali già alle superiori, poi si sono arruolati nell'esercito insieme e hanno servito nella stessa unità per un periodo; Scarlett ha perso il padre a causa di ricerche effettuate da Cobra, in un incidente che lasciò Snake Eyes sfigurato; il ninja aveva già perso la voce anni prima a causa di Storm Shadow, che era invidioso della preferenza mostratagli da Hard Master e del fatto che Snake abbia portato via e addestrato l'erede prescelta del maestro, la giovane Jinx (che si incontrerà/scontrerà con la squadra e con Cobra più di una volta). Roadblock si troverà ad affrontare un nuovo acquisto dell'unità di Flint, cioè suo cugino Heavy Duty.
Nelle puntate compaiono altri personaggi minori, che si presentano o con il proprio nome o con uno in codice; sono tutti personaggi della serie originale rielaborati: il dottor Carl Greer (Doc), il veterano Ralph Pulaski (Steeler), James McCullen (Destro, prima senza la maschera poi con una maschera simile a quella del Dottor Destino), Scrap Iron (qui sviluppatore di armi per Destro), il pompiere Gabriel Kelly (Barbecue), il piromane Firefly (esperto incendiario), il mercenario maggiore Bludd (che perde un occhio proprio inseguendo i protagonisti), la guardia carceraria Christopher Lavigne (Law) con il cane Order, Zartan (capo della banda motociclistica Dreadnoks, poi entrato al servizio di Cobra), il capitano Hector Delgado (Shipwreck) con la sua barca Courtney (nominata dalla modella Courtney Krieger, ovvero Cover Girl), il giovane hacker Alvin Kibbey (Breaker), il sergente elicotterista William Hardy (Wild Bill) ed altri ancora.
Per fermare i fuggitvi e nascondere la verità, Cobra Commander si serve di tutte le sue risorse: a rappresentarlo in pubblico (essendo lui sfigurato) è la baronessa Anastasia Cisarovna, che coordina la caccia ai Joe mandandogli contro operativi come il maggiore Bludd, poi Storm Shadow (che l'ha ostacolata in una occasione) ed altri ancora, muniti di tutta la tecnologia avanzata di Cobra; dal canto suo, Destro fornisce a Jinx la stessa tecnologia per cercare di uccidere Cobra Commander, così da avere la baronessa per sé.
Dopo numerose peripezie, i Joe raggiungono il complesso centrale di Cobra dove si trovano il Comandante, la baronessa e Destro; sfruttando le risorse del nemico (come il prototipo di carro armato HISS) riescono a penetrare e distruggere il cartello; a cose fatte vengono raggiunti da Flint, venuto a informarli che il generale Abernathy ha scoperto buona parte del complotto e li ha scagionati; la storia ha un finale aperto in quanto non mostra cosa accade in seguito al completo scagionamento dalle accuse, ma si presume che tutti vengano reintegrati nelle Forze Speciali e assegnati a combattere Cobra. Cobra Commander infatti è sopravvissuto ma è stato contagiato dal liquido di una Bio-Vipera, però in questo modo è guarito dalla sua malattia ed è pronto a dichiarare guerra ai Joe.

## Personaggi
- Sergente Conrad Hauser, detto Duke (Duca). Agisce come leader e si scontra spesso con Scarlett per le decisioni da prendere. Ha una rivalità con il suo ex-compagno di scuola Flint.
- Tenente Shana O'Hara, detta Scarlett o la rossa. È ossessionata dalla Cobra per motivi personali, tenta di incastrarli da tempo; è l'unica a conoscere qualcosa di Snake Eyes e a comprendere le sue spiegazioni a gesti.
- Caporale maggiore Marvin Hinton, detto Roadblock (blocco stradale). La sua corporatura massiccia gli permette di usare armi pesanti. Adora l'heavy metal, con gran disappunto di Tunnel Rat.
- Caporal maggiore Nicky Lee, detto Tunnel Rat (Topo di fogna). La sua capacità di orientarsi nelle fogne e di raggiungere posti inaccessibili è molto utile in caso di fuga. Odia fare il bagno ed è molto paranoico. Nell'edizione originale è indicato con PFC, cioè Private, First Class corrispondente al Soldato Scelto.
- Specialista Wallace Weems, detto Ripcord: muore nella prima puntata. Aveva la cattiva abitudine di inventare dei soprannomi a chi gli stava attorno. In seguito si scopre che a causa dell'esplosione nel laboratorio della Cobra la materia Bio-Viper ha finito per assimilarsi nel suo corpo e Mindbender dopo averlo trovato in fin di vita e aver scoperto l'inaspettata fusione tra la materia Bio-Viper e Ripcord ritenendo che potesse essere utile per i suoi futuri progetti lo ha tenuto in vita facendone un ibrido umano\Bio-Viper.
- Tenente Dashiell Faireborn, detto Flint: rivale di Duke fin dalle superiori. Nonostante il grado di tenente, la sigla lo accredita per errore come ufficiale specialista, esattamente come in A Real American Hero
- Sergente Alison Hart-Burnett, detta Lady Jaye: accompagna Flint nella sua missione, ma aiuta Duke di nascosto per sdebitarsi con lui; è l'unica a credere alla sua innocenza.
- Snake Eyes: Agisce per conto suo facendo fugaci apparizioni quando i suoi compagni sono nei guai. Il suo passato verrà rivelato col progredire della storia. Indossa una maschera per nascondere uno sfregio causato da un'esplosione.
- Generale Abernathy: compare saltuariamente in occasioni ufficiali; è un uomo anziano, zoppo, calvo e privo dell'occhio sinistro.
- Cobra Commander: nascosto dietro la facciata di Adam DeCobray, presidente di Cobra Industries, è sfigurato anche più di Snake Eyes e il suo occhio sinistro è artificiale (una microcamera circolare che brilla di luce rossa); vuole conquistare il mondo attraverso la manipolazione dei media, armamenti rivoluzionari e l'impiego di soldati genetici. Cobra tuttavia sta morendo a causa di una malattia mortale e Mindbender è stato incaricato di trovare una cura per salvarlo e dopo la trasformazione di Ripcord in un ibrido Bio-Viper umano ha visto in ciò il primo passo per raggiungere l'immortalità e guarire dalla sua malattia.
- La Baronessa: Anastasia Cisarovna rappresenta il volto pubblico di Cobra; è il braccio destro del Comandante Cobra nonché la responsabile di tutte le attività che quest'ultimo le assegna.
- Dottor Brian Bender, detto Mindbender: si occupa prevalentemente di genetica e biochimica, ma sembra avere anche competenze di ingegneria ed elettronica. Mindbender ha creato le Bio-Viper, Serpentor e il Techno-Viper. Tuttavia il suo più grande esperimento è stata la trasformazione di Ripcord in un ibrido Bio-Viper umano.
- Hard Master: maestro ninja del clan degli Arashikage, acconsente ad addestrare Snake Eyes sebbene non appartenga al clan.
- Storm Shadow: un ninja invidioso di Snake Eyes; crede che Snake Eyes abbia ucciso Hard Master e cerca vendetta collaborando con la Cobra.
- Jinx: figlia di Hard Master, aiuta Storm Shadow nella sua vendetta, ma nutre dei dubbi sulla morte del padre. In seguito scoprirà che Storm Shadow ha cercato di uccidere Snake Eyes avvelenandolo, ma per sbaglio è stato Hard Master ad ingerire il veleno.
- Alvin Kibbey: è un hacker adolescente che espone Cobra con le sue scoperte; i Joe gli salvano la vita e da allora agisce come spia, col nome Breaker; il suo precedente nome di battaglia, COYOTE, viene assegnato da Roadblock al loro furgone cobra rubato.

### Personaggi secondari
- Ralph Pulanski (Steeler): è un veterano di guerra finito in strada a Detroit; viene aiutato dai Joe che lo liberano dalla prigionia di McCullen e Scrap Iron; i due usano veterani come cavie per un progetto militare.
- Gabriel Kelly (Barbecue): responsabile della sicurezza presso una diga.
- Carl Greer (Doc): dottore che cura Pulanski e i suoi amici senzatetto.
- Hector Delgado (Shipwreck): capitano di una nave cargo, la Courtney, che dà un passaggio ai Joe; ha nominato la nave dalla modella Courtney Kreiger.
- Courtney Kreiger (Cover Girl): è una modella nonché oggetto della venerazione di Shipwreck.
- Christopher Lavigne (Law): guardia carceraria onesta in un carcere diretto da un direttore corrotto; quando Duke finisce lì, lo aiuterà a cambiare la situazione; è sempre accompagnato dal suo cane Order.
- William Hardy (Wild Bill): pilota di elicotteri incaricato di trasportare Flint e Lady Jaye durante una missione.
- Herschel Dalton, detto Heavy Duty: è il cugino di Roadblock; viene preso in squadra da Flint.
- Zartan: è a capo dei Dreadnoks, una banda di motociclisti bulli in una cittadina di provincia. Arrestato, riesce a farsi scarcerare con la promessa di aiutare Flint; ma durante una sparatoria fugge con una tuta molto importante per il Comandante Cobra (consente di cambiare aspetto, e il Comandante è sfregiato e debilitato); poiché Zartan usa la tuta per primo, essa si lega a lui e non può essere usata da nessun altro; così il Comandante assolda Zartan per impersonarlo pubblicamente.
- James McCullen: capo della MARS, azienda che fabbrica armi per Cobra; a causa dei suoi continui fallimenti viene usato come cavia per gli esperimenti di Mindbender e rinominato Destro. Gli viene messa una maschera che non può togliere. É infatuato della Baronessa.
- Maggiore Bludd: è un semplice mercenario interessato solo al denaro. Durante un tentativo di uccidere i Joe, viene ferito ad un occhio; da allora è mostrato con l'occhio non più funzionante (a differenza dell'originale che portava una benda).
- Firefly: è un piromane che agisce più per il piacere personale che per soldi.
- Tomax e Xamot: sono due ipnotizzatori imbroglioni che hanno creato una setta per spillare soldi ai membri. Tentano di fare il salto di qualità con la tecnologia di Mindbender, ma finiscono per essere catturati e usati come cavie da lui.

## Episodi
1. La caduta (prima parte) (The Descent: Part 1)
2. La caduta (seconda parte) (The Descent: Part 2)
3. Effetto collera (Rage)
4. La gang dei Dreadnock (Dreadnoks Rising)
5. Pacco postale (The Package)
6. Il ritorno degli Arashikage (prima parte) (Return of the Arashikage: Part 1)
7. Il ritorno degli Arashikage (seconda parte) (Return of the Arashikage: Part 2)
8. In carcere (Busted)
9. Il nemico del mio nemico (The Enemy of My Enemy)
10. Contro le fiamme (Fire Fight)
11. Ritorno a casa (prima parte) (Homecoming: Part 1)
12. Ritorno a casa (seconda parte) (Homecoming: Part 2)
13. Fratelli della luce (Brothers of Light)
14. Replicanti (Knockoffs)
15. Nella neve (White Out)
16. Naufraghi (Shipwrecked)
17. Buon viaggio (Castle Destro)
18. Convention in Russia (Union of the Snake)
19. Il virus Anaconda (The Anaconda Strain)
20. Rientro in squadra (Prodigal)
21. Anomalia (The Anomaly)
22. La svolta (Cutting Edge)
23. Cugini (Cousins)
24. Sotto terra (Going Underground)
25. Rivelazioni (prima parte) (Revelations: Part 1)
26. Rivelazioni (seconda parte) (Revelations: Part 2)

## Curiosità
- Ecco una lista di attori e doppiatori di G.I. Joe:
  - Hard Master è interpretato da Keone Young, voce di Storm Shadow in "A Real American Hero" (anni 80).
  - Max & Connie Houser, i genitori di Duke, sono interpretati da Michael Bell e B.J. Ward, voci di Duke e Scarlett in "A Real American Hero".
  - Cobra Commander/Adam DeCobray ha la voce di Charlie Adler, che lo ha interpretato in "G.I.Joe: Resolute". Curiosamente, Adler è anche la voce di Starscream nella saga Transformers. Negli anni 80, entrambi i personaggi avevano la voce di Chris Latta.
  - Il generale Abernathy è Lee Majors (L'uomo da sei milioni di dollari/La grande vallata/Professione pericolo).
  - Flint è Johnny Messner (L'ultima alba)
  - James McCullen/Destro è Clancy Brown (Le ali della libertà/Starship Troopers/Kurgan in Highlander/Lex Luthor in Justice League)
  - Gabriel Kelly/Barbecue è Jerry O'Connell (Sliders/Crossing Jordan)
  - Firefly è Peter MacNicol (Ghostbusters 2/Ally McBeal/Chicago Hope)
  - Zartan è Brian Bloom (A-Team)
- Alcuni membri della produzione hanno dichiarato che il gruppo si basa anche sulla serie A-Team; Duke è Hannibal (il capo), Scarlett è Sberla (come addetta all'intelligence e all'approvvigionamento), Tunnel Rat è Murdock (è paranoico e incapace di star zitto), Roadblock è P.E. Baracus (meccanico e braccio forte del gruppo); analogamente, Flint è Linch o Decker, Lady Jaye è Carissa Sosa (dal film), Hawk ha un ruolo simile al generale Fulbright.
- Il logo sul casco da football di Duke è uguale al logo dei Joe in G.I. JOE: la nascita di Cobra
- Lo slogan delle industrie Cobra è "La Conoscenza è metà della battaglia", lo stesso della serie tv degli anni 80.
- La squadra di football di Flint ha per mascotte un falcone, e Duke ha un fratello di nome Vince; sono omaggi al personaggio di Falcon (all'anagrafe Vincent Falcone), che nel film animato degli anni 80 viene indicato come fratellastro di Duke!
- La serie televisiva Community ha girato un episodio parodia su G.I. Joe.